# Milvignes
Milvignes ist eine Gemeinde im Kanton Neuenburg in der Schweiz, die am 1. Januar 2013 entstand.
Sie entstand durch die Fusion der Gemeinden Auvernier, Bôle und Colombier. Ihr Name bezieht sich auf den durch die Fusion grössten Weinberg des Kantons.

## Geografie
Milvignes liegt am nordwestlichen Ufer des Neuenburgersees südwestlich der Kantonshauptstadt Neuenburg. Die Nachbargemeinden von Milvignes sind im Nordosten Neuenburg, im Süden Boudry und im Westen Rochefort.

## Politik
Der conseil général, das Gemeindeparlament, besteht aus 41 Personen und wird von den Stimmberechtigten alle vier Jahre im Proporz gewählt. Seit der Wahl vom 25. Oktober 2020 setzt er sich gemäss untenstehender Grafik zusammen:
- Grüne: 7
- SP: 11
- GLP: 4
- FDP: 19

Die Stimmenanteile der Parteien anlässlich der Nationalratswahl 2015 betrugen: FDP 28,7 %, GPS 19,2 %, SP 18,1 %, glp 12,1 %, SVP 11,0 %, PdA/Sol 7,3 %, CVP 3,4 %.

## Persönlichkeiten
- Edmond Jeanneret (1914–1990), evangelischer Geistlicher und Dichter